# NGC 553
NGC 553 ist eine linsenförmige Galaxie vom Hubble-Typ S0 im Sternbild Fische auf der Ekliptik. Sie ist schätzungsweise 235 Millionen Lichtjahre von der Milchstraße entfernt und hat einen Durchmesser von etwa 40.000 Lj.
Im selben Himmelsareal befinden sich u. a. die Galaxien NGC 515, NGC 517, NGC 528, IC 1692.
Das Objekt wurde  am 13. September 1784 von dem deutsch-britischen Astronomen Wilhelm Herschel entdeckt.